# 艾因基哈勒
35°12′16″N 1°11′46″W / 35.20444°N 1.19611°W

艾因基哈勒（阿拉伯语：‎），是阿爾及利亞的城鎮，位於該國西北部，由艾因泰穆尚特省負責管轄，是艾因基哈勒區的首府，面積78平方公里，2010年人口9,589，人口密度每平方公里123人。